# Emiliano Contreras
Emiliano José Contreras Tivani (ur. 1 lipca 1994) – argentyński kolarz szosowy.

## Osiągnięcia
Opracowano na podstawie:

2015
- 1. miejsce w mistrzostwach Argentyny U23 (jazda indywidualna na czas)
- 1. miejsce w mistrzostwach Argentyny U23 (start wspólny)

2016
- 1. miejsce w mistrzostwach Argentyny U23 (jazda indywidualna na czas)

2022
- 1. miejsce w mistrzostwach Argentyny (start wspólny)
- 1. miejsce w mistrzostwach panamerykańskich (start wspólny)

## Rankingi
| Rok              | 2014 | 2015 | 2016 | 2017 | 2018 | 2019 | 2020 | 2021 | 2022 | 2023  |
| ---------------- | ---- | ---- | ---- | ---- | ---- | ---- | ---- | ---- | ---- | ----- |
| World Ranking    |      |      | -    | -    | -    | -    | -    | -    | 254. | 1556. |
| UCI America Tour | 220. | 302. | -    | -    | -    | -    | -    | -    | 18.  | -     |
|                  |      |      |      |      |      |      |      |      |      |       |
| Źródło: UCI      |      |      |      |      |      |      |      |      |      |       |